# علی‌گاو
1. علیگو یا علی‌گاو یکی از روستاهای استان آذربایجان شرقی است که در دهستان عباس غربی بخش تیکمه‌داش شهرستان بستان‌آباد واقع شده‌است.این روستا 8 نفر جمعیت دارد.اغلب ساکنان این روستای 3500ساله بیشتر به تبریز و کرج کوچ کرده اند.از افراد معروف تحصیلکرده این روستا می توان به پروفسور علی اصغری استاد تمام دانشگاه محقق اردبیلی،مهندس علی اصغری از کارشناسان صاحب نام صنعت مرغ مادر کشور و کاندیدای دوره دوازدهم مجلس شورای اسلامی از شهرستان بابل،دکتر جعفر اصغری دکترای تجارت بین الملل،مهندس رضا اصغری از مهندسین برجسته عمران تبریز،سرهنگ مهندس صالح اصغری  و دهها نفر دیگر اشاره کرد. [۱]